# Cioranii de Jos, Prahova
Cioranii de Jos este satul de reședință al comunei Ciorani din județul Prahova, Muntenia, România.
Așezarea este atestată documentar în anul 1593.